# Whitehorse
Whitehorse ist die Hauptstadt des Yukon-Territoriums in Kanada. Der Ort hat rund 25.000 Einwohner und seit 1950 Stadtrecht. Außerdem ist sie die einzige Gemeinde im Territorium mit dem Status einer Stadt (englisch City).
Whitehorse wurde benannt nach den durch den Bau eines Wasserkraftwerks verschwundenen Stromschnellen (White Horse Rapids) des Yukon Rivers. Deren Kämme sahen aus wie die Mähnen weißer Pferde.
Nicht unmittelbar zur Kernstadt gehören die so genannten Neighbourhoods Porter Creek, Riverdale, Granger, Crestview, Cowley Creek, Marsh Lake, Copper Ridge, Valleyview, Hillcrest, Lobird und Takhini sowie die Siedlung der Kwanlin Dun First Nation. Zur Agglomeration Whitehorse zählen aber etwas weiter entfernte Orte wie Ibex Valley.

## Geschichte

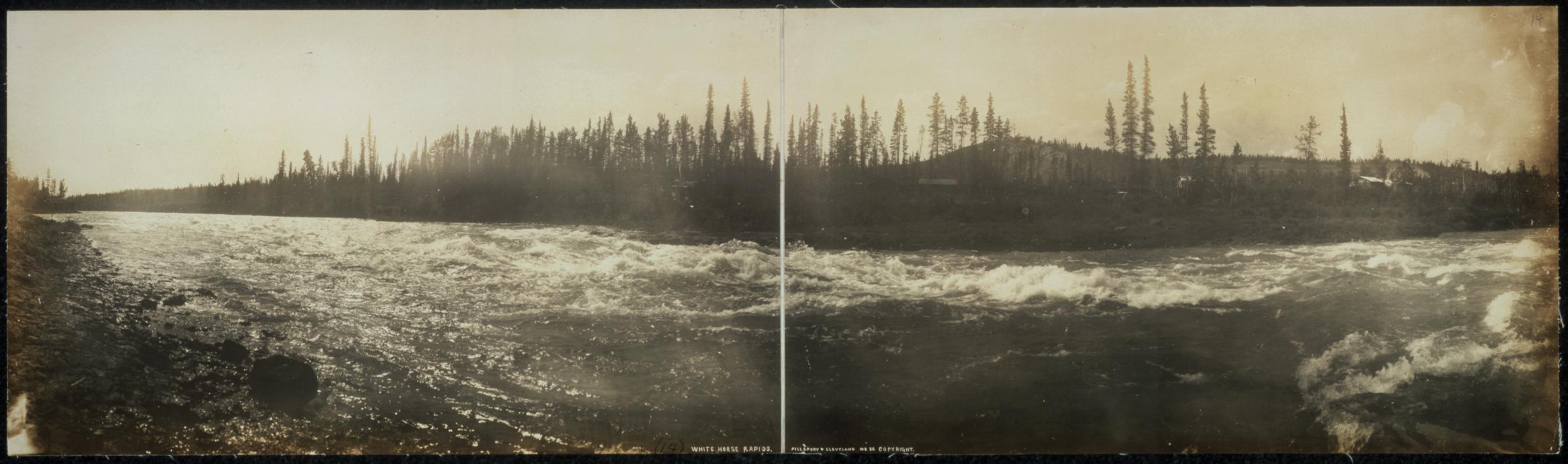
Die Stromschnellen bei Whitehorse, die White Horse Rapids, 1899

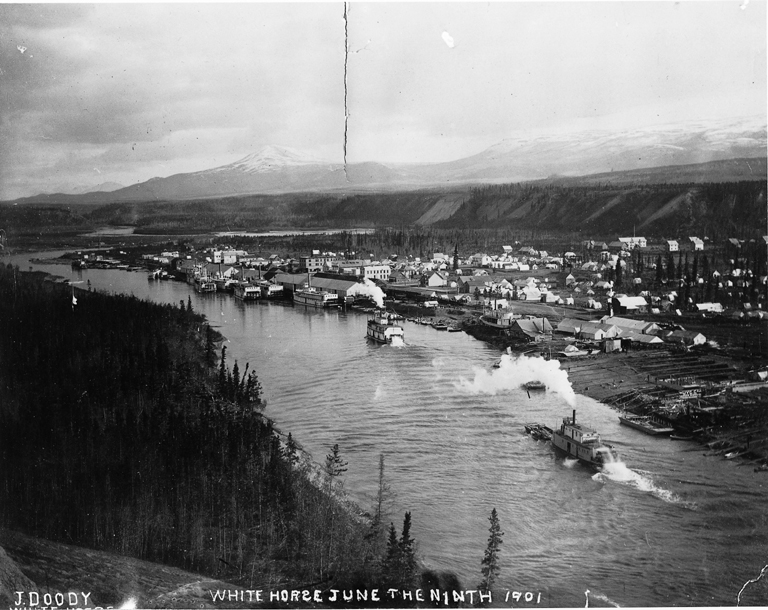
Whitehorse im Juni 1901

Schon um 8000 v. Chr. lebten Menschen in der Region, wie Funde am Annie Lake südlich von Whitehorse beweisen. Sie überlebten zwei Versandungen und einen Vulkanausbruch mit gewaltigem Ascheregen.
Mit dem Klondike-Goldrausch (1896–1898) kamen über 100.000 Menschen an den Yukon, die meisten von ihnen zogen flussabwärts Richtung Dawson. Am 13. Juni 1898 wurde das Yukon-Territorium von den Nordwest-Territorien abgespalten und erhielt damit einen eigenständigen Status und eine Polizeitruppe. Die Stadt entwickelte sich weiter als wichtiger Verkehrsknotenpunkt für die Eisenbahn mit den Flussdampfern, die über den Yukon River die Versorgung der nördlichen Gebiete des Territoriums übernahmen.

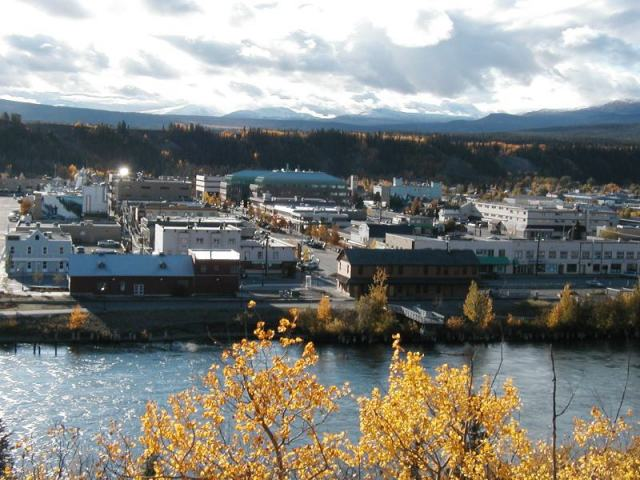
Downtown Whitehorse von der Ostseite des Yukon River

In den 1920er Jahren verringerte sich die Bevölkerung, so dass das Territorium nur noch etwa 4.000 Einwohner aufwies.
Seinen Wiederaufschwung erlebte Whitehorse während des Zweiten Weltkriegs, als der Alaska Highway durch die United States Army errichtet wurde. Zudem entstand eine Pipeline nach Norman Neills am Mackenzie. Zum Bau der 2560 km langen Pipeline wurden rund 10.000 Arbeiter angeheuert. Während Dawson fast menschenleer wurde, wuchs Whitehorse zum Kapital- und Verwaltungszentrum heran, wo fast drei Viertel der Bevölkerung lebten.
Im Jahre 1956 erzwang die kanadische Regierung die Zusammenlegung mehrerer Indianerstämme der Region zur Whitehorse Indian Band, der heutigen Kwanlin Dün First Nation. Sie leben heute in und um Whitehorse. 1987 lösten sich die Ta'an Kwäch'än First Nation wieder aus diesem Verband. Sie leben nördlich von Whitehorse um den Lake Laberge.
Whitehorse löste 1952 Dawson als Hauptstadt des Territoriums ab. Mit dem Yukon Act ist das Territorium seit 2003 den Provinzen ähnlich.

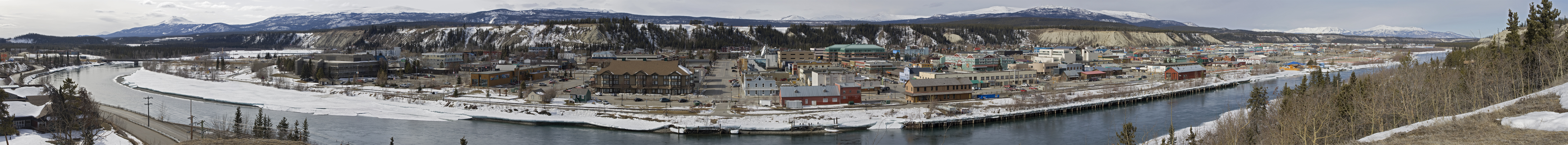
Panorama von Whitehorse

## Bevölkerung
Die letzte offizielle Volkszählung, der Census 2016, ergab für die Ansiedlung eine Bevölkerungszahl von 25.085 Einwohnern, nachdem der Census 2011 für die Gemeinde noch eine Bevölkerungszahl von 23.276 Einwohnern ermittelt hatte. Die Bevölkerung hatte damit innerhalb von fünf Jahren um 7,8 % zugenommen und sich etwas stärker als im Provinzdurchschnitt entwickelt, dort mit einer Bevölkerungszunahme von 5,6 %. Im Zeitraum von 2006 bis 2011 hatte die Einwohnerzahl in der Gemeinde bereits um 13,8 % zugenommen, im Provinzdurchschnitt aber nur um 11,6 %.
Zum Census 2016 lag das Durchschnittsalter der Einwohner bei 37,9 Jahren und damit unter dem Provinzdurchschnitt von 39,1 Jahren. Das Medianalter der Einwohner wurde mit 37,4 Jahren ermittelt. Das Medianalter aller Einwohner der Provinz lag 2016 bei 39,5 Jahren. Zum Zensus 2011 wurde für die Einwohner der Gemeinde noch ein Medianalter von 37,1 Jahren, für die Einwohner der Provinz von 39,1 Jahren ermittelt.
Von den Einwohnern waren 2006 220 Inuit, 565 Métis und 2845 Indianer (First Nations).

## Religion
Die Stadt ist Sitz des Bistums Whitehorse der Römisch-katholischen Kirche in Kanada. Römisch-katholischer Bischof war Gary M. Gordon, der zuvor Pfarrer und Gefängnisbeauftragter im Erzbistum Vancouver gewesen war und von Papst Benedikt XVI. am 5. Januar 2006 zum neuen Bischof ernannt wurde. Er verließ den Yukon und wurde am 14. Juni 2014 Bischof von Victoria. Papst Franziskus ernannte am 27. November 2015 Héctor Felipe Villa zum neuen Bischof von Whitehorse. Anglikanischer Bischof ist Larry Robertson.

## Wirtschaft
Hauptarbeitgeber ist der Öffentliche Dienst (rd. 40 %), hinzu kommt Tourismus. Landwirtschaft wird auf rund 12.500 ha, überwiegend im Takhini Valley westlich von Whitehorse, betrieben.

## Verkehr
Wichtigste Straßenverbindung ist der durch Whitehorse verlaufende Alaska Highway, der südöstlich in Dawson Creek (British Columbia) beginnt und bis nach Fairbanks (Alaska) führt. Er hat sich südlich von Whitehorse mit dem Klondike Highway vereinigt, der aus Skagway (Alaska) kommend sich nördlich der Stadt vom Alaska Highway wieder trennt und nach Dawson führt.
Whitehorse ist per Flugzeug über den Erik Nielsen Whitehorse International Airport (IATA-Code: YXY, ICAO-Code: CYXY) am besten erreichbar. Regelmäßige Flüge gehen nach Vancouver, Calgary, Edmonton, Fairbanks (nur im Sommer), und einmal die Woche nach Frankfurt (von Mai bis September). Der Flughafen entstand im Zweiten Weltkrieg und stand in Zusammenhang mit dem Bau des Alaska Highway. Hier wurden 1941–1942 zwei Startbahnen errichtet. Ab 1960 dienten die Gebäude des Militärs als Terminal für den Zivilverkehr und wurden später (1985) durch moderne Bauten ersetzt. Inzwischen wurde der Flughafen der Stadt ausgebaut.
Hauptstraßenverbindung ist nach wie vor der genannte Alaska Highway, jedoch verbinden weitere Straßen die Hauptstadt mit den wenigen dauerhaft bewohnten Siedlungen des Territoriums.
Die White Pass and Yukon Railway verbindet die Stadt mit Skagway in Alaska, der fahrplanmäßige Zugverkehr wurde im Oktober 1982 eingestellt. Im Frühjahr 2007 wurde er im Rahmen von Ausbauplänen wieder aufgenommen, weitere Ausbaupläne für eine Eisenbahn Richtung Carmacks und an die Küste sind in Planung. Eine kleine Uferbahn, als „trolley“ bekannt, fährt für Touristen ein Stück am Yukon entlang. Sie fährt vom Rotary Peace Park am Südende der Stadt ans Nordende zur Spook Creek Station.
Bis weit in die 1950er Jahre diente der Yukon der Binnenschifffahrt, doch konnte sich der Verkehr über den Fluss nicht durchsetzen, zumal die Hauptstadt von Dawson nach Whitehorse verlegt wurde. Wichtigstes öffentliches Verkehrsmittel ist daher der Fernbus, der von Whitehorse Transit betrieben wird.
Whitehorse ist Startpunkt für zahlreiche Kajak- oder Kanufahrer, die die 741-km-Wildnis-Tour bis in das durch den Goldrausch von 1896/97 bekannte Dawson City oder 320 km bis Carmacks fahren können. An den Ufern des Yukon-Stroms befinden sich dementsprechende Verleihstationen.

## Bildung und Forschung

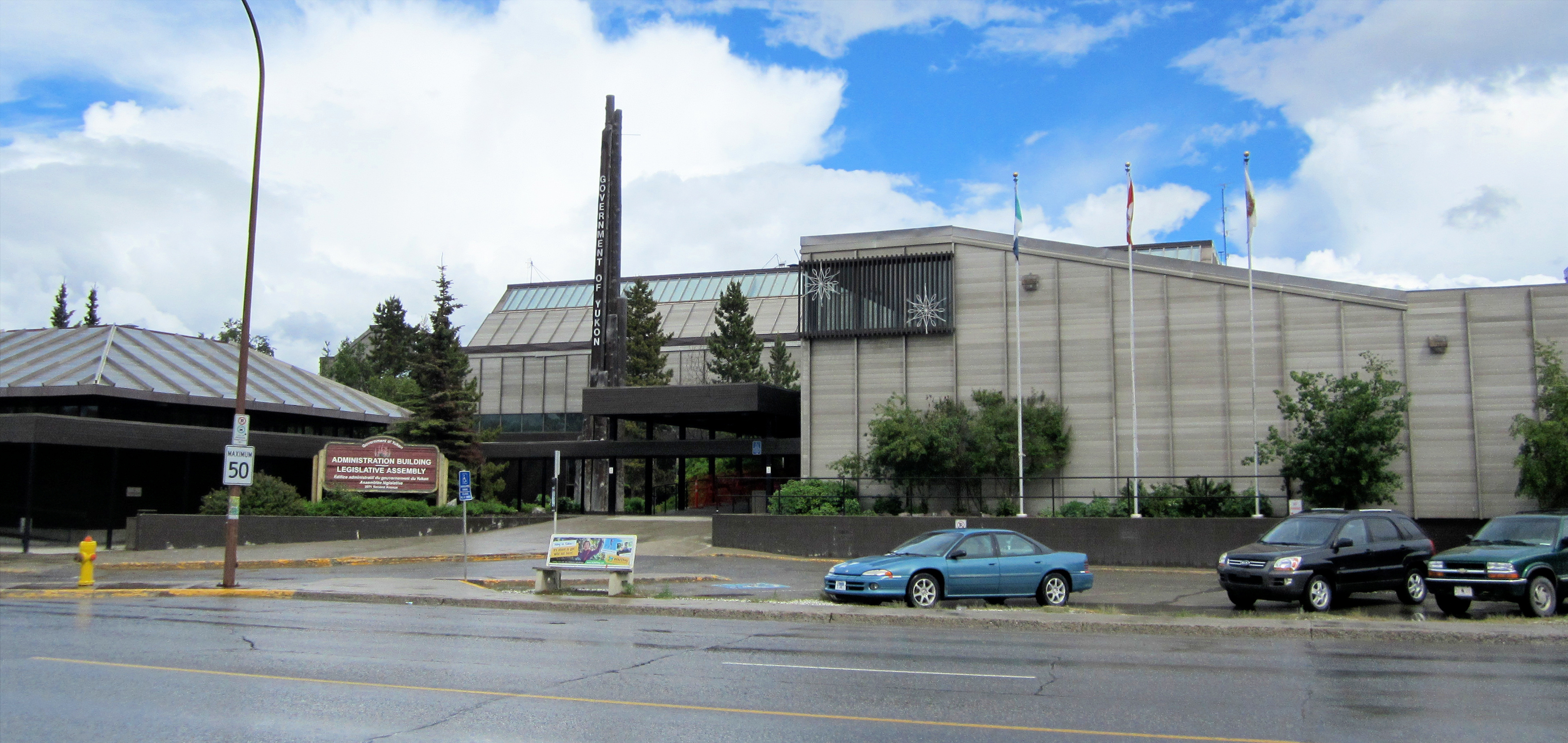
Yukon Legislatives Gebäude

In Whitehorse befindet sich die einzige Stätte höherer Bildung in Yukon, das Yukon College. 1977 schloss es eine Partnerschaft mit der University of British Columbia. Auf dieser Basis entstand 1983 das Yukon College von heute. Seit 1988 befindet es sich im Stadtteil Takhini im Norden der Stadt. Inzwischen gibt es eine Kooperation mit der University of Regina in Saskatchewan, und das College gehört dem internationalen Netzwerk der University of the Arctic (Universität der Arktis) an, das sich den Kulturen rund um den Nordpol verschrieben hat (gegründet 2001). Daher wird der Studiengang Bachelor of Circumpolar Studies angeboten, der Themen rund um Nordkanada, Alaska und Nord-Russland beinhaltet. Zudem befinden sich ein Archiv (Yukon Archives) und ein Kunstzentrum (Arts Centre) im Gebäude.
Für die Ureinwohner bietet das College das First Nations Executive Development Program und das Yukon College’s Environmental Officer Training Program an. Diese Programme dienen der Ausbildung von Verwaltungs- und Managementpersonal sowie dem Umweltschutz.
Die vier Regierungsbibliotheken, die Yukon Energy, Mines & Resources Library, Yukon Environment, Yukon Public Law und Yukon Staff Development Library befinden sich in Whitehorse. Hinzu kommt eine öffentliche Bibliothek und die Yukon Archives Library.

## Museen und Sehenswürdigkeiten

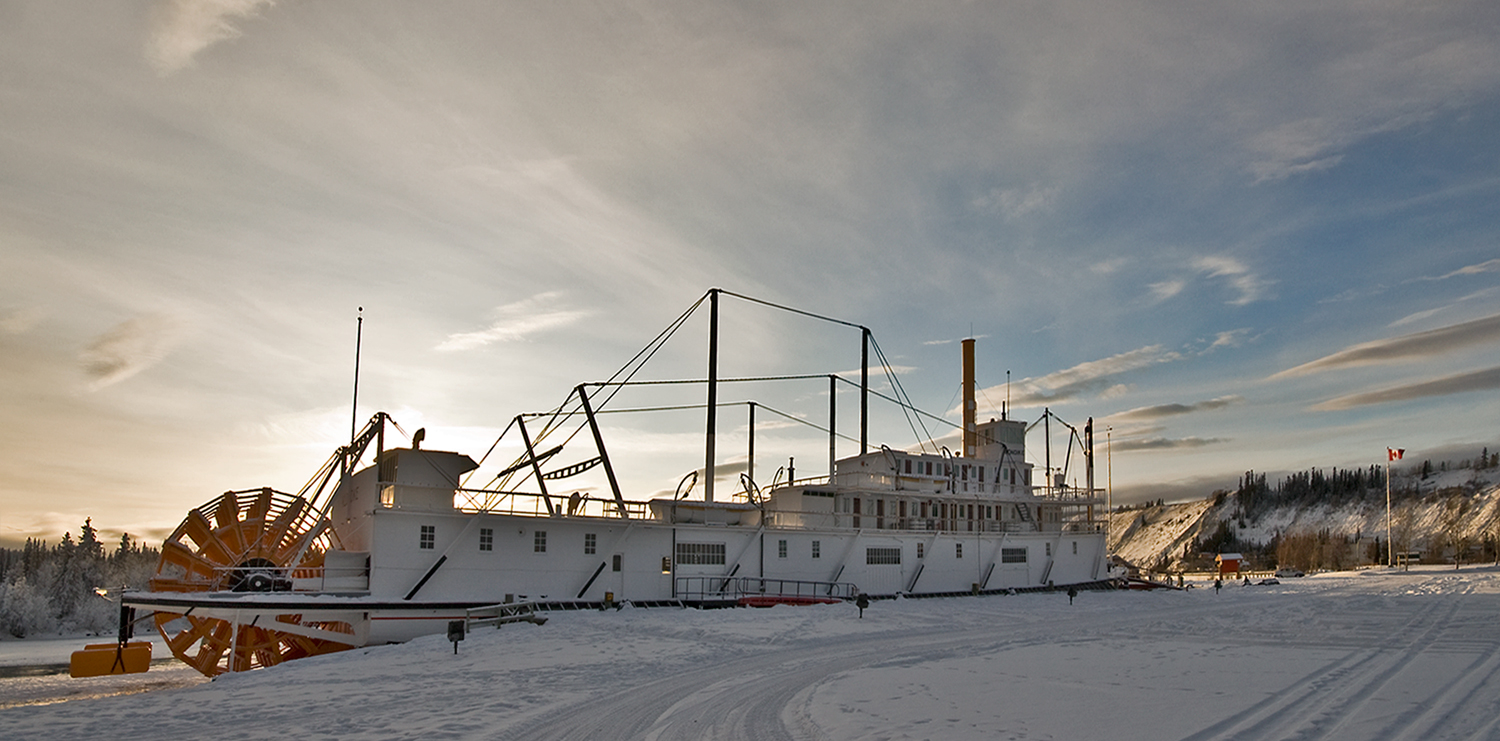
Die S.S. Klondike fuhr die Route Whitehorse – Dawson City (in ungefähr 36 Stunden)

In der Stadt befinden sich die wichtigsten und die am besten ausgestatteten Museen des Yukon-Territoriums.
- Yukon Beringia Interpretive Centre (bei Mile 914 des Alaska Highway, am Flughafen)
- Yukon Transportation Museum (am Flughafen)
- Old Log Church Museum
- MacBride Museum für die Geschichte des Yukon

Hinzu kommen das Yukon visitor centre und das einzig erhaltene Flussschiff, die S.S. Klondike.
Die Natursehenswürdigkeiten werden in den Yukon Gardens, dem Yukon Wildlife Preserve und in den Takhini Hot Springs präsentiert.

## Veranstaltungen

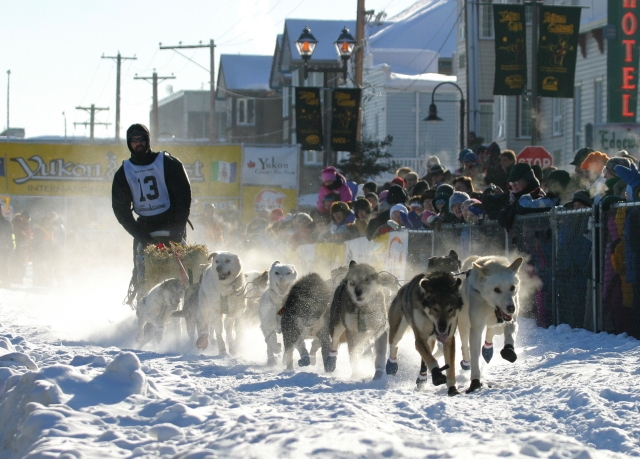
Start des Yukon Quest in Whitehorse

Mehrere Musikfestivals finden in Whitehorse statt, unter ihnen im Winter das Frostbite Music Festival. Außerdem ist die Stadt Ausgangspunkt des längsten Hundeschlittenrennens, des Yukon Quest. Außerdem war die Stadt mehrfach Austragungsort der Arctic Winter Games, zuletzt 2012.

## Medien
Zwei englische Zeitungen existieren in der Stadt, zum einen der Whitehorse Star, der 1900 als Wochenblatt entstand, und der seit 1986 als Tageszeitung angeboten wird. Zum zweiten ist es die Yukon News, die seit 1960 als Wochenblatt erscheint. Sie erschien zwar zwischenzeitlich ebenfalls als Tageszeitung, mussten aber auf zwei Tage pro Woche reduzieren. Hinzu kommt der L’Aurore boréale für die frankophone Bevölkerung.

## Klima
Wie der gesamte südliche Yukon, so liegt Whitehorse im subarktischen Bereich. Der wärmste Monat ist der Juli mit Temperaturen bis zu 21 °C, der kälteste der Januar mit Tiefsttemperaturen um −22 °C. Dabei wurde die höchste Temperatur im Juni 1969 gemessen (34 °C), die niedrigste im Januar 1947 (−52 °C).
|                        | Jan   | Feb   | Mär   | Apr  | Mai  | Jun  | Jul  | Aug  | Sep  | Okt  | Nov   | Dez   |   |       |
| Mittl. Temperatur (°C) | −17,7 | −13,7 | −6,6  | 0,9  | 6,9  | 11,8 | 14,1 | 12,5 | 7,1  | 0,6  | −9,4  | −14,9 | ⌀ | −0,6  |
| Mittl. Tagesmax. (°C)  | −13,3 | −8,6  | 0,8   | 6,4  | 13,1 | 18,5 | 20,5 | 18,5 | 12,2 | 4,3  | −5,8  | −10,6 | ⌀ | 4,7   |
| Mittl. Tagesmin. (°C)  | −22,0 | −18,7 | −12,3 | −4,6 | 0,7  | 5,1  | 7,7  | 6,3  | 2,0  | −3,1 | −13,0 | −19,1 | ⌀ | −5,9  |
|                        |       |       |       |      |      |      |      |      |      |      |       |       |   |       |
| Niederschlag (mm)      | 16,7  | 11,4  | 10,4  | 7,0  | 15,2 | 30,3 | 41,4 | 39,4 | 34,1 | 23,8 | 19,2  | 18,5  | Σ | 267,4 |
|                        |       |       |       |      |      |      |      |      |      |      |       |       |   |       |
| Sonnenstunden (h/d)    | 1,5   | 3,7   | 5,2   | 7,8  | 8,4  | 9,0  | 8,1  | 7,5  | 4,5  | 2,9  | 1,4   | 0,9   | ⌀ | 5,1   |
|                        |       |       |       |      |      |      |      |      |      |      |       |       |   |       |
| Regentage (d)          | 11,0  | 8,6   | 7,2   | 5,1  | 7,4  | 10,6 | 13,4 | 12,6 | 11,8 | 11,5 | 11,3  | 11,7  | Σ | 122,2 |
|                        |       |       |       |      |      |      |      |      |      |      |       |       |   |       |
| Luftfeuchtigkeit (%)   | 80    | 81    | 71    | 59   | 51   | 51   | 55   | 60   | 65   | 73   | 81    | 83    | ⌀ | 67,4  |

| −22,0 |

| −18,7 |

| −12,3 |

| −4,6 |

| 0,7 |

| 5,1 |

| 7,7 |

| 6,3 |

| 2,0 |

| −3,1 |

| −13,0 |

| −19,1 |

| −22,0 |

| −18,7 |

| −12,3 |

| −4,6 |

| 0,7 |

| 5,1 |

| 7,7 |

| 6,3 |

| 2,0 |

| −3,1 |

| −13,0 |

| −19,1 |

Im Jahresmittel fallen 145 cm Schnee und die Niederschlagsmenge liegt bei nur 270 mm.

## Partnerstädte
Drei Städte sind Partnerstädte von Whitehorse:
- Juneau (Vereinigte Staaten)
- Lancieux (Frankreich)
- Ushiku (Japan)

## Persönlichkeiten

### Geboren in der Stadt
- Pierre Berton (1920–2004), Journalist und Autor
- Gary Paterson (* 1949), Geistlicher der United Church of Canada
- Bryon Baltimore (* 1952), Eishockeyspieler und -trainer
- Barbara Chamberlin (* 1956), Sängerin
- Bobby House (* 1973), Eishockeyspieler
- Tahmoh Penikett (* 1975), Schauspieler
- Graham Nishikawa (* 1983), Skilangläufer
- Emily Nishikawa (* 1989), Skilangläuferin
- Dahria Beatty (* 1994), Skilangläuferin
- Dylan Cozens (* 2001), Eishockeyspieler
- Mara Roldan (* 2004), Radrennfahrerin

- Ryan Burlingame (* im 20. Jahrhundert), Biathlet

### Personen mit Beziehung zur Stadt
- Denis Croteau (* 1932), Geistlicher und zeitweise Apostolischer Administrator von Whitehorse
- Audrey McLaughlin (* 1936), Politikerin und zeitweise Abgeordnete des Unterhauses für den Wahlkreis Yukon
- Willard Phelps (* 1941), Politiker und ehemaliger Premierminister des Territoriums Yukon
- Tony Penikett (* 1945), Politiker und ehemaliger Premierminister des Territoriums Yukon
- Sebastian Schnülle (* 1970), deutscher Musher, der zeitweise in Whitehorse lebt
- Amy Sloan (* 1978), Schauspielerin, wuchs in Whitehorse auf